# Ilmari Vartiainen
Ilmari Aleksanteri Vartiainen, född 12 september 1905 i Helsingfors, död där 5 juni 1985, var en finländsk läkare, specialist i inre medicin och klinisk farmakologi.
Vartiainen blev medicine och kirurgie doktor 1934. Han verkade 1933–1950 som läkare vid olika sjukhus i Helsingfors, 1946–1950 som tf. professor i invärtes medicin vid Helsingfors universitet och 1950–1970 som ordinarie professor. Han var dekanus för medicinska fakulteten vid Helsingfors universitet 1957–1960 och ledande överläkare vid Helsingfors universitetscentralsjukhus 1961–1970.
Vartiainen publicerade vetenskapliga arbeten rörande invärtes medicin och farmakologi samt utgav en lärobok i farmakologi. 